# Indicatif régional 414

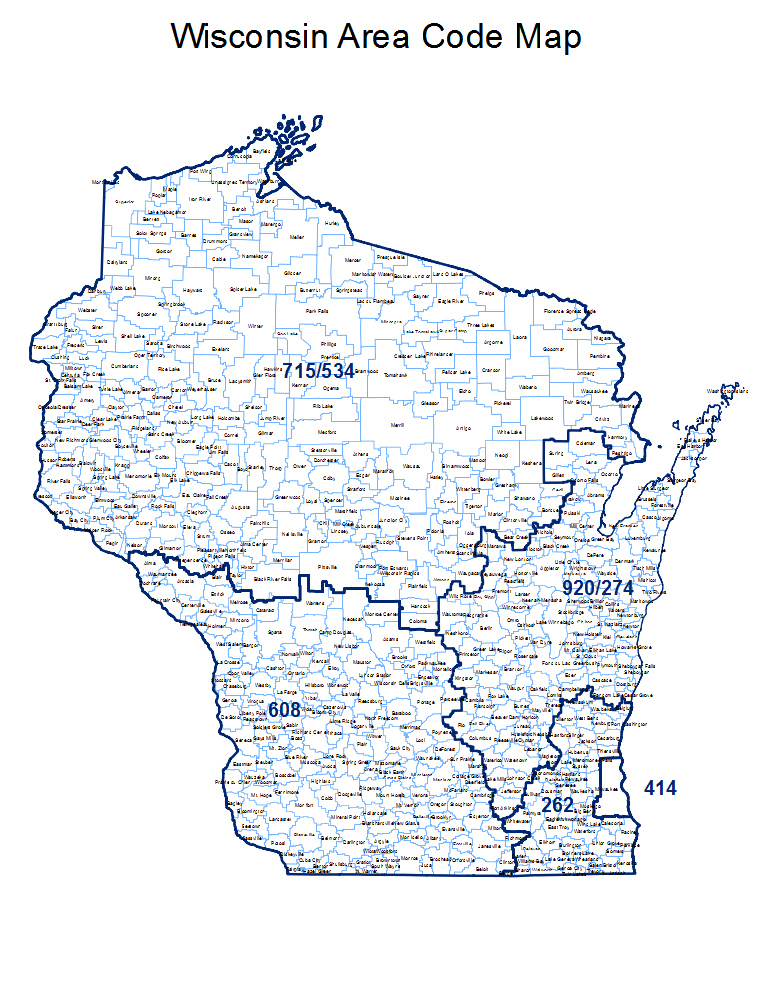
Carte de l'État du Wisconsin avec les territoires de ses indicatifs régionaux. L'indicatif régional 414 est à l'est de l'État.

L'indicatif régional 414 est l'indicatif téléphonique régional qui dessert la ville de Milwaukee dans l'État du Wisconsin aux États-Unis.
La carte ci-contre indique le territoire couvert par l'indicatif 414 à l'est de l'État.
L'indicatif régional 414 fait partie du Plan de numérotation nord-américain.